# 堀井奈津子
堀井 奈津子（ほりい なつこ、1967年〈昭和42年〉3月3日 - ）は、日本の労働・厚生労働官僚。

## 経歴
愛知県江南市に生まれ、宮城県仙台市と福島県郡山市で育つ。福島県立安積女子高等学校を経て、東北大学法学部を卒業。大学時代は、模擬裁判実行委員会と現代司法研究会に所属し、植木俊哉の国際法ゼミと藤田宙靖の行政法ゼミを受講した。国家公務員採用Ⅰ種試験（法律）に合格し、1990年4月に労働省入省。女性がとても活き活きとしていたため、労働省を選択した。
岡山県庁に出向したときは、石井正弘知事の下で、観光物産と国際の担当課長を務めた。2015年7月、大村秀章愛知県知事により、愛知県副知事に起用された。吉本明子の後任であり、2代続けての女性副知事となる。県民生活部や健康福祉部を担当し、男女共同参画や医療・福祉、子育て支援、女性の社会進出の支援などに取り組んだ。
2023年7月4日、厚生労働省雇用環境・均等局長に就任。
2024年7月5日、厚生労働省人材開発統括官に就任。
2025年7月1日、消費者庁長官に就任。6代連続の女性の長官となる。

## 年譜
基本的な出典
- 1990年
  - 03月：東北大学法学部卒業
  - 04月：労働省採用
- 1999年04月：岡山県企画振興部国際課長
- 2000年04月：岡山県商工労働部観光物産課長
- 2001年04月：厚生労働省職業安定局雇用開発課長補佐
- 2002年08月：厚生労働省雇用均等・児童家庭局職業家庭両立課長補佐
- 2004年09月：厚生労働省大臣官房国際課長補佐
- 2005年05月：厚生労働省千葉労働局総務部長
- 2007年08月：厚生労働省社会・援護局福祉基盤課福祉人材確保対策室長
- 2008年07月：厚生労働省雇用均等・児童家庭局総務課調査官
- 2010年07月：厚生労働省職業安定局雇用開発課建設・港湾対策室長
- 2011年07月：消費者庁消費者制度課長
- 2013年07月：厚生労働省職業安定局派遣・有期労働対策部外国人雇用対策課

長
- 2015年07月：愛知県副知事
- 2017年07月11日：厚生労働省雇用環境・均等局雇用機会均等課長[8]
- 2018年07月31日：厚生労働省雇用環境・均等局総務課長[9]
- 2020年08月07日：：財務省大臣官房審議官（大臣官房担当）[10]
- 2022年06月28日：厚生労働省大臣官房高齢・障害者雇用開発審議官[11][12]
- 2023年07月04日：厚生労働省雇用環境・均等局長[4]
- 2024年07月05日：厚生労働省人材開発統括官[5]
- 2025年07月01日：消費者庁長官[6]